# Wiktor Korol
Wiktor Mykołajowycz Korol, ukr. Віктор Миколайович Король (ur. 3 marca 1948 w Czerniowcach) – ukraiński polityk i milicjant, generał lejtnant milicji, były wiceminister spraw wewnętrznych, poseł do Rady Najwyższej III, IV, V i VIII kadencji.

## Życiorys
W 1982 ukończył Kijowską Szkołę Wyższą Ministerstwa Spraw Wewnętrznych ZSRR. Zawodowo pracował od połowy lat 60. jako tokarz, w latach 1970–1972 odbył kurs w lwowskiej specjalnej szkole średniej milicji, po czym został zatrudniony w urzędzie spraw wewnętrznych w Czerniowcach. W 1993 przeszedł do struktur centralnych na stanowisko naczelnika, od 1995 do 1996 był wiceministrem spraw wewnętrznych i naczelnikiem milicji kryminalnej, od 1996 do 1998 zajmował stanowisko zastępcy przewodniczącego państwowej administracji podatkowej i naczelnika milicji podatkowej. W 1997 mianowany na stopień generalski.
W latach 1998–2007 przez trzy kadencje sprawował mandat posła do Rady Najwyższej. Reprezentował w parlamencie m.in. frakcję Solidarność Petra Poroszenki i Naszą Ukrainę Wiktora Juszczenki. W 2014 ponownie został deputowanym, kandydując z listy krajowej Bloku Petra Poroszenki.

## Odznaczenia
- Order Księcia Jarosława Mądrego V klasy (2008)
- Order „Za zasługi” III klasy (2006)[1]